# Wilhelm Reinhard (général)
Ne doit pas être confondu avec Wilhelm Reinhard (théologien).
Pour les articles homonymes, voir Reinhard.
Wilhelm Reinhard (né le 18 mars 1869 à Forsthaus Lutau (en), arrondissement de Flatow (de) et mort le 18 janvier 1955 à Dortmund) est un général d'infanterie allemand, SS-Obergruppenführer, « Reichsführer du NS-Kriegerbund » et député du Reichstag .

## Biographie

### Origine
Il est le fils du forestier Wilhelm Reinhard senior et de son épouse Minna, née von Koenen.

### Carrière militaire
Après avoir terminé sa scolarité, Reinhard étudie aux maisons de cadets de Culm et de Lichterfelde, puis l'école militaire de Metz. Le 22 mars 1888, il rejoint le 78e régiment d'infanterie de l'armée prussienne en tant qu'enseigne. En 1889, il est promu sous-lieutenant et devient adjudant de bataillon et de régiment. Le 17 janvier 1901, Reinhard devient adjudant de la 38e brigade d'infanterie à Hanovre. En 1902, Reinhard est promu capitaine et, à ce titre, le 24 avril 1904, il est nommé commandant de compagnie du 33e régiment de fusiliers à Gumbinnen. À partir de 1907, Reinhard est à la tête du 7e compagnie du 163e régiment d'infanterie (de) à Neumünster. Parallèlement à sa promotion au grade de major, il est transféré le 21 avril 1911 au 5e régiment à pied de la Garde (de) à Spandau et y travaille initialement comme état-major. Après presque deux ans de service là-bas, il est nommé commandant du 2e bataillon.

#### Première Guerre mondiale
Au début de la Première Guerre mondiale, Reinhard dirige ce bataillon en collaboration avec la 3e division de la Garde en Belgique neutre et participe au siège et à la prise de la forteresse de Namur. Reinhard et son régiment sont ensuite transférés sur le front de l'Est. C'est ici qu'il combat lors de la bataille des lacs de Mazurie et de la bataille de Łódź.
Du 18 janvier au 2 juin 1915, Reinhard est commandant du 5e régiment de grenadiers de la Garde et est ensuite nommé commandant du 4e régiment à pied de la Garde. Il combat ensuite à la tête de pont de Jaroslau, dans les batailles décisives de Lubaczów, Gródek et Lemberg, jusqu'à ce que le régiment soit finalement arrêté à Jasioldá après les batailles de poursuite à travers le Boug. De là, le régiment de Reinhard est transféré sur le front occidental et immédiatement jeté dans les batailles d'automne à La Bassée et à Arras. Reinhard est promu lieutenant-colonel le 18 avril 1916 et colonel le 20 septembre 1918.
Le 27 août 1917, Reinhard reçoit la médaille Pour le Mérite et le 1er octobre 1918, il reçoit les feuilles de chêne pour le Mérite.

#### Chef des corps francs

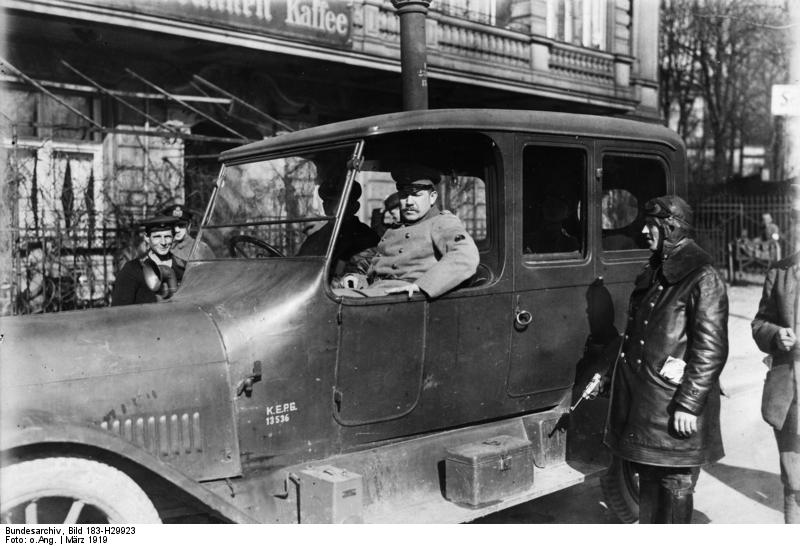
Au cours des combats de mars du 3 au 12 mars 1919 à Berlin, le colonel Wilhelm Reinhard, commandant du régiment des corps francs déployé à Lichtenberg, effectue un voyage d'inspection depuis Friedrichshain.

De retour à Berlin après la fin de la guerre et la révolution, Reinhard exige le 10 décembre 1918, lors d'une réunion au ministère de la Guerre, à laquelle assistent également Friedrich Ebert et Curt Baake (de), que tous les civils possédant des armes à feu soient punis de mort. Fin décembre 1918, Reinhard fonde le régiment de volontaires (de) qui porte son nom. Sa nomination comme commandant de la ville de Berlin, promue par Gustav Noske et Walther Reinhardt, est empêchée par la résistance des conseils de soldats. Sous sa direction, le soulèvement spartakiste est écrasé en janvier 1919 par les troupes sous son commandement ; Deux mois plus tard, lors des combats de mars 1919 à Berlin (de), de brefs affrontements armés éclatent. Environ 1 200 personnes, pour la plupart des insurgés, sont mortes dans les combats.
En juin 1919, le « corps franc Reinhard » est incorporé à la Reichswehr provisoire et Reinhard est nommé commandant d'infanterie de la 15e brigade de la Reichswehr de Berlin. À sa propre demande, Reinhard prend sa retraite du service militaire actif le 31 décembre 1919

### Député au Reichstag, chef fédéral de la Fédération du Kyffhäuser, chef des SA et des SS
Pendant la République de Weimar, il travaille comme marchand. En octobre 1927, il rejoint le NSDAP (numéro de membre 63 074). De 1936 au printemps 1945, Reinhard est député au Reichstag sur proposition électorale du Reich. Reinhard reçoit l'insigne d'or du parti du NSDAP
Après le transfert de la Fédération des anciens combattants du Reich allemand « Kyffhäuser » (de) à la Sturmabteilung (SA), Reinhard est colonel de la réserve SA II à partir de 1933. En septembre 1935, Reinhard est accepté dans la SS (SS n° 274 104) avec le grade de SS-Standartenführer. Dans la SS, Reinhard atteint le grade de SS-Obergruppenführer en novembre 1941. En tant que chef SS honoraire, Reinhard est membre du « Stab RFSS » à partir de 1938.
Le 27 janvier 1934, Reinhard devient chef fédéral de la Fédération des anciens combattants du Reich allemand « Kyffhäuser » et le 18 mars 1938, chef du Reich de l'organisation, désormais rebaptisée Association des anciens combattants du Reich NS « Kyffhäuser » (NSRKB). Il reste à ce poste jusqu'à la dissolution du NSRKB en mars 1943. À l'instigation de Reinhard, des hommes du Service du travail du Reich effectuent des fouilles archéologiques dans l'ancien château impérial de Kyffhausen (de) de 1934 à 1938,. Reinhard fait de grands efforts pour rendre le monument de la Fédération du Kyffhäuser, le mémorial de l'Empereur Guillaume sur le Kyffhäuser, compatible avec le régime. Le chef SS fait transformer la salle discrète du monument en une « salle d’honneur » pour les camarades tombés au combat, « les morts des corps franc et du mouvement hitlérien ».
Après la dissolution du NSKRB, Reinhard devient président de la Fondation du Kyffhäuser nouvellement fondée. Dans la phase finale de la Seconde Guerre mondiale, Reinhard se déplace en raison de l'avancée de l'Armée rouge. Après la fin de la guerre, il est interné par les Alliés pendant plusieurs mois et, après sa libération, vit chez un neveu à Opmünden près de Soest. En septembre 1952, Reinhard refonde à Dortmund la Fédération du Kyffhäuser, interdit en 1945 par la loi n° 2 du Conseil de contrôle. Il reprend la présidence de la Fédération du Kyffhäuser jusqu'à sa mort le 18 janvier 1955.

## Œuvres
- 1918/1919 Die Wehen der Republik. Brunnen-Verlag, Berlin 1932 DNB

## Récompenses
| Grades militaires et SS de Reinhard | Grades militaires et SS de Reinhard          |
| Date                                | Rang                                         |
| ----------------------------------- | -------------------------------------------- |
| 22 mars 1888                        | car. Aspirant                                |
| 15 octobre 1888                     | Aspirant                                     |
| 21 septembre 1889                   | Sous-lieutenant                              |
| 18 août 1897                        | Lieutenant                                   |
| 18 avril 1903                       | Capitaine                                    |
| 21 avril 1911                       | major                                        |
| 18 avril 1916                       | Lieutenant colonel                           |
| 21 septembre 1918                   | Colonel                                      |
| 15 septembre 1935                   | SS Standartenführer                          |
| 9 novembre 1935                     | SS-Oberführer                                |
| 9 novembre 1936                     | SS Brigadeführer                             |
| 20 avril 1937                       | Chef de groupe SS                            |
| 22 mars 1938                        | Caractère tant que général de division a. D. |
| 18 mars 1939                        | Caractère de général d'infanterie a. D.      |
| 9 novembre 1941                     | SS-Obergruppenführer                         |
| 1er mars 1943                       | Général d'infanterie zV                      |

- Ordre de l'Aigle rouge de 4e classe[14]
- Croix de service prussien[14]
- Chevalier de 1re classe de l'ordre du Trésor sacré[14]
- Croix de fer (1914) de 2e et 1re classe
- Croix de chevalier de l'Ordre royal de Hohenzollern avec épées
- Croix du Mérite de guerre (1939) de 2e et 1re classe
- Épée d'honneur du Reichsführer SS (de)
- Bague crâne SS